# Wilhelm Bennet (1805–1890)
Wilhelm Bennet, född den 7 oktober 1805 på Toppeladugård i Genarps socken, Malmöhus län, död den 11 april 1890 i Malmö, var en svensk friherre och militär. Han var son till Carl Fredrik Bennet.
Bennet blev kornett vid Skånska husarregementet 1821. Han avlade officersexamen 1822 och fick transport till Kronprinsens husarregemente 1827. Bennet blev löjtnant där 1834, ryttmästare 1848, major 1855 och överstelöjtnant 1859. Han befordrades till överste i armén 1861 och beviljades avsked samma år. Bennet var ledamot och ordförande i styrelsen för Riksbankens avdelningskontor i Malmö 1856–1885. Han blev riddare av Svärdsorden 1851 och kommendör av första klassen av Vasaorden 1882.